# Segunda Batalla de Rellano
La Segunda batalla de Rellano fue un enfrentamiento ocurrido el 22 de mayo de 1912 durante la Revolución mexicana entre las fuerzas rebeldes en virtud de Pascual Orozco llamados orozquistas y las tropas del Gobierno de Francisco I. Madero comandadas por el general Victoriano Huerta. El resultado de esta batalla fue un revés para Orozco, pues ya había derrotado antes a otro ejército del Gobierno en la Primera Batalla de Rellano, en marzo de ese mismo año.
La anterior batalla había sido comandada por José González Salas.
- Datos: Q7443110